# Тивериадское озеро

Галилейское море на карте Галилеи

Тивериа́дское озеро, в евангельском контексте более известное как Галиле́йское море или Геннисаре́тское озеро, а в древнем Израиле и во многих современных источниках по Израилю — как озеро Кине́рет (ивр. ים כנרת‎, «ям Кинне́рет», причём ям означает «море»; араб. بحيرة طبريا‎, «Бухайрат-Табария», «Бахр-Табария») — пресноводное озеро на северо-востоке Израиля.
Побережье озера является одним из самых низких участков суши на Земле — в среднем, на 213 м ниже уровня моря. Это самое низкое пресноводное озеро на Земле. Уровень воды подвержен изменениям в течение года в зависимости от осадков и потребления воды. Максимальная глубина — 45 м, площадь — в среднем 165 км². Объём воды — около 4,15 км³, площадь водосборного бассейна — около 2700 км².
На западном побережье расположен город Тверия.

## Происхождение названия
Название «Тивериа́дское озеро» дано по городу Тивериада (современная Тверия) на западном берегу озера. Город был основан в I в н. э. и назван в честь римского императора Тиберия.
Более употребимое в переводах библейских текстов евангельское название «Галиле́йское море» дано по Галилее, исторической области Израиля, которую озеро ограничивает с востока.
Название «Генисаре́тское озеро» дано по долине Генисаре́т (Гиноса́р) и находившемуся в долине древнему городу Генисарет. Название «Генисарет» является эллинизированной формой древнесемитского названия «Кине́рет». Город Кинерет существовал ещё до покорения Ханаана евреями и процветал во время событий, описанных в Новом завете. В синодальном переводе город и долина именуются Хиннереф или Хиннароф.
Библейское и принятое в современном иврите названия озера «Кине́рет» (или «Кинне́рет») происходит от ханаанского названия города Киннерет, и возможно, восходит к имени угаритского божества-покровителя города Кинар.
Существуют также берущие начало в Талмуде версии происхождения названия озера — от слова др.-евр. כִּנּוֹר‬, kinnōr, «древний струнный инструмент, разновидность арфы» (считается, что форма озера напоминает этот инструмент), либо от плода лотосового дерева, др.-евр. כינר‬, kinar.

### Упоминания в Библии

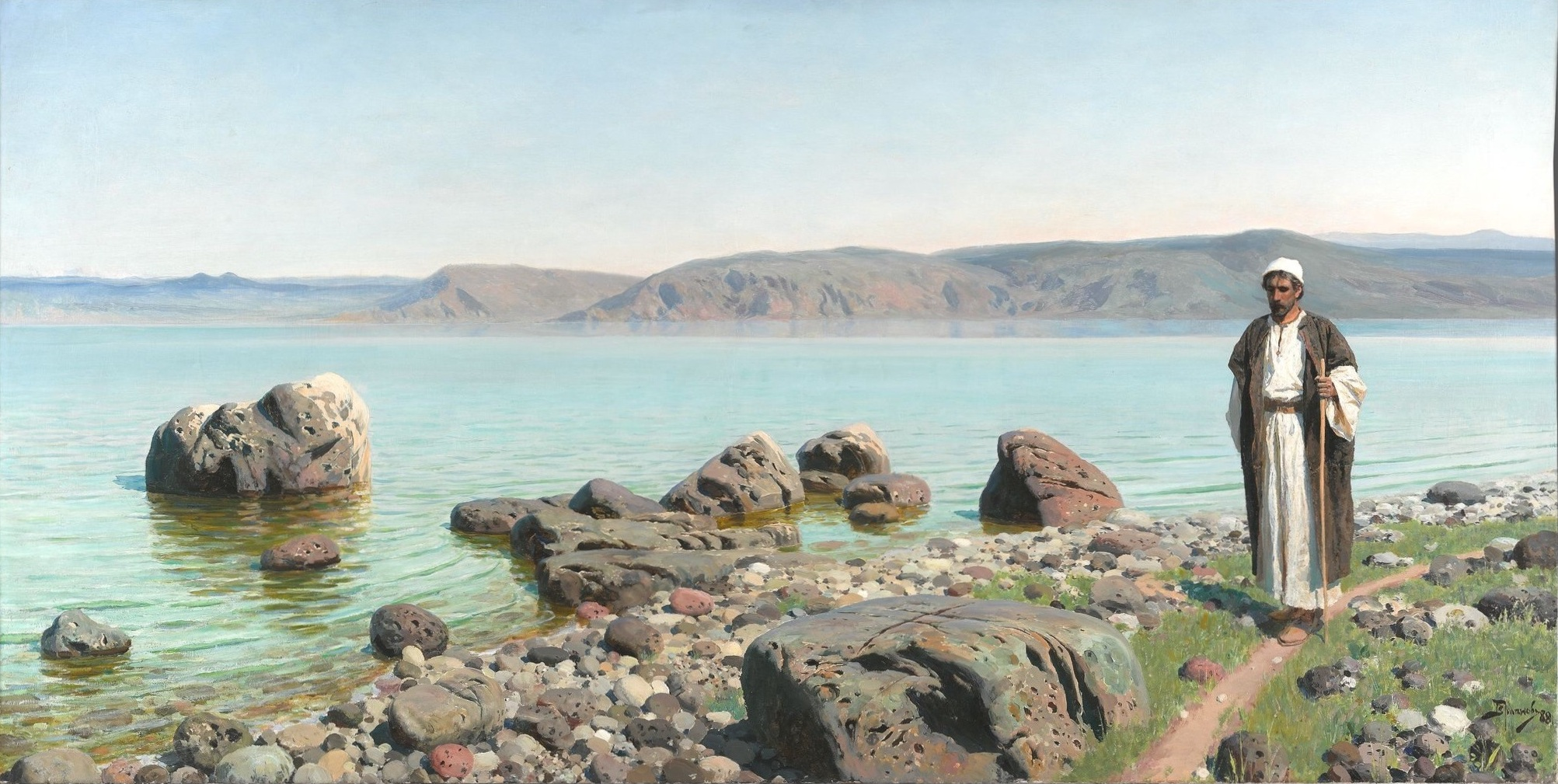
«На Тивериадском озере». (Василий Поленов, 1888 год)

Упоминается в русских переводах Ветхого Завета как «море Кинне́реф» (Чис. 34:11 и др.) или «море Хинне́рефское» (Нав. 12:3 и др.), и как «Хиннароф» (Нав. 11:2).
По Библии, через эту область проходит граница земли Израильской.
Укреплённый город Хиннереф (Киннерет) упоминается, как находящийся на землях колена Неффалимова (Нав. 19:35). В современном переводе Российского библейского общества — «Киннерет».
Озеро многократно упоминается в Евангелии как «Галилейское море» (Мк. 1:16 и др.), «Тивериадское море» (Ин. 21:1), «Геннисаретское озеро» (Лк. 5:1), просто «озеро» (Лк. 8:22—23, Лк. 8:33 и др.), или «море» (Мк. 4:35—41, Мф. 8:24, Мф. 4:18 и др.).
В Новом завете Геннисаретское озеро связывается со многими рассказами о земной жизни Иисуса Христа. На берегах озера и в прибрежных городах (особенно в Капернауме) Иисус провёл большую часть своего земного служения. Именно на Геннисаретском озере рыбачили апостолы Пётр и Андрей, когда были призваны Христом на апостольское служение.

## Физико-географическая характеристика

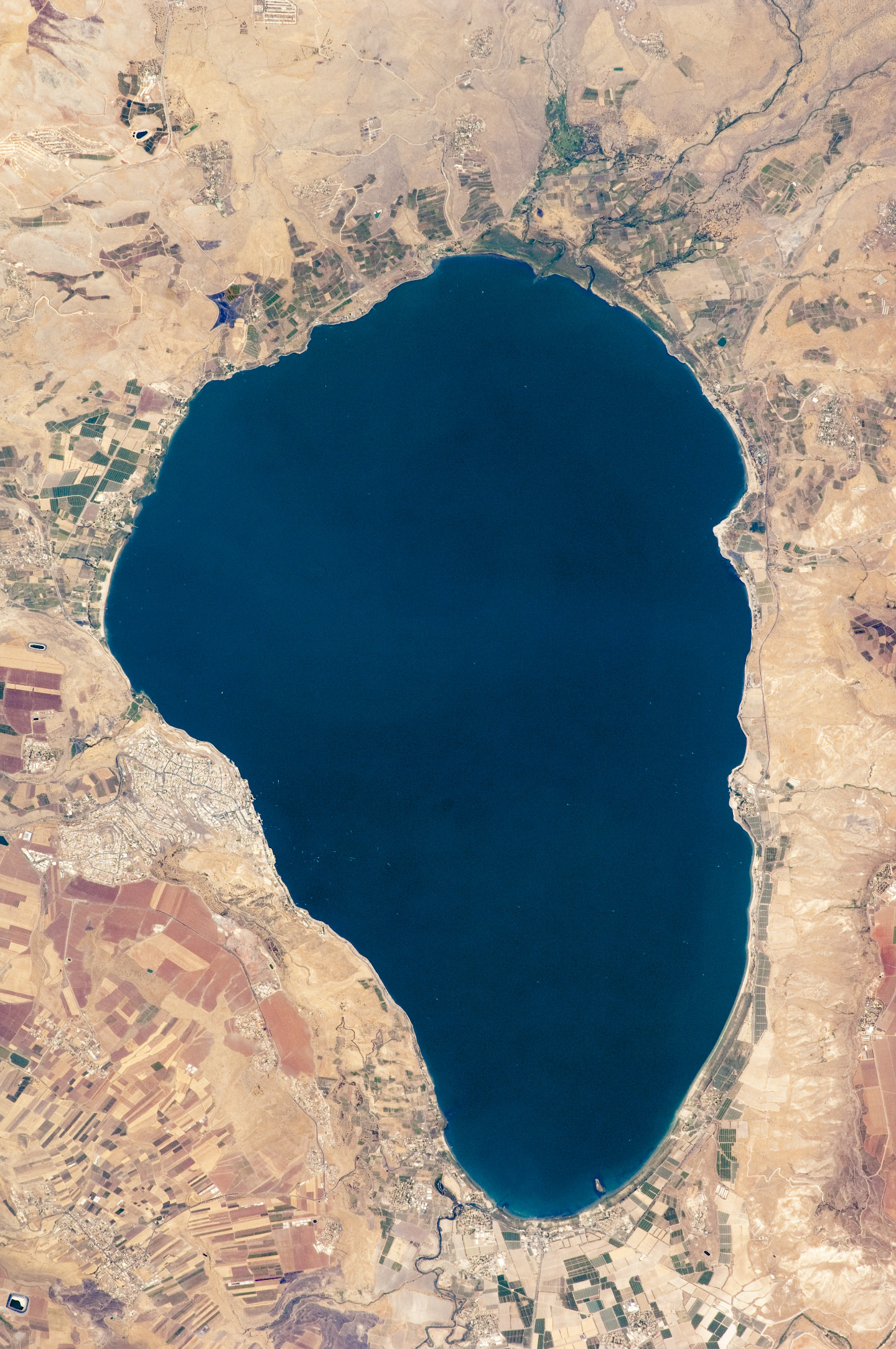
Галилейское море со спутника

Тивериадское озеро расположено в Иорданской рифтовой долине, северной части Сирийско-Африканского разлома, значительно ниже окрестностей (разница высот — около 550 м). Как и Мёртвое море, Тивериадское озеро — результат этого разлома. Имеет форму закруглённого вытянутого ромба. Протяжённость озера — до 23 км в длину и до 11 км в ширину. Длина береговой линии в зависимости от уровня воды — от 55 до 60 км, площадь озера — в среднем 165 км², максимальная глубина — 45 м.
Северный и южный берега озера пологие, восточный и западный, будучи краями разлома — обрывистые, с востока к озеру спускается плато Голанские высоты. С севера в Тивериадское озеро впадает несколько рек, берущих начало на Голанских высотах, в том числе река Иордан, которая затем вытекает с южной стороны озера. Тивериадское озеро — самый низкий на Земле пресноводный проточный водоём, высота зеркала озера колеблется между −208 и −215 метров от уровня моря.

## История

### Древние времена

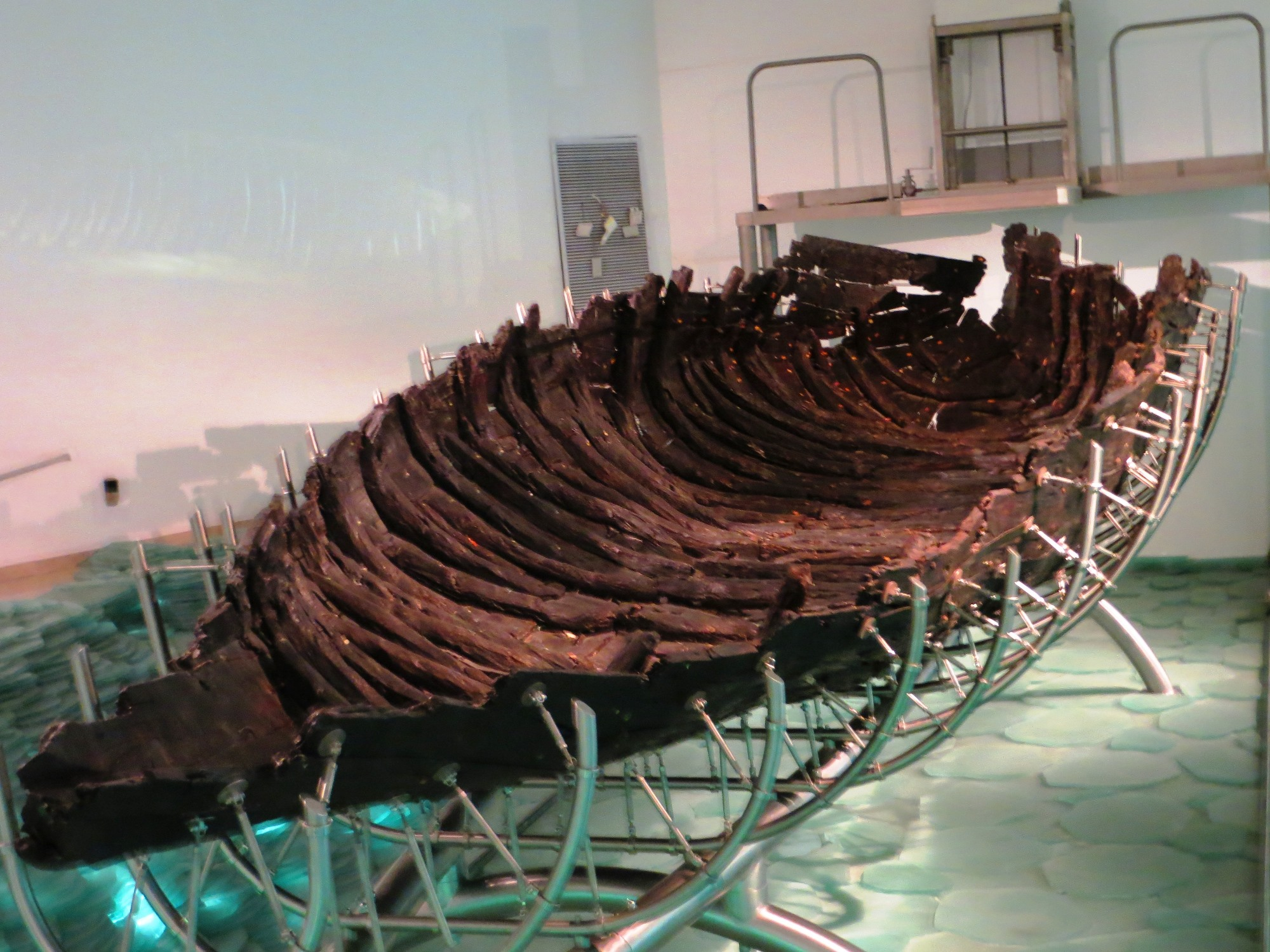
Остов судна, найденного у кибуца Гиносар

Обилие пресной воды и рыбы, ровный климат и плодородная почва окрестностей озера благоприятствовали хозяйственной деятельности человека с древнейших времён. В эпоху ранней бронзы здесь проходил «морской путь» из Египта в Месопотамию и существовала процветающая городская цивилизация. Целебные источники в окрестностях Киннерета были известны древним египтянам.
Город Киннерет упоминается среди городов, покорённых Тутмосом III после битвы при Мегиддо (XV в. до н. э.).
Хиннереф (Кинерет) описывается в Библии как укреплённый (на момент покорения Ханаана евреями) город, который предстоит завоевать колену Неффали (Нав. 19:35). Раскопки свидетельствуют о расцвете города в период Израильского царства.
В 732 г. до н. э. окрестности озера, как и вся Галилея, были завоёваны ассирийским царём Тиглатпаласаром III. Западный берег озера Киннерет был присоединён к ассирийской провинции Мегиддо, а восточный — к провинции Карнаим в области Васан. При Селевкидах на восточном берегу озера возник город Гиппос (Сусита), вошедший в Декаполис, и просуществовавший до 739 г. н. э. В начале I в. до н. э. район был завоёван царём Иудеи Александром Яннаем, а в начале I в. н. э. сыновья Ирода I, Ирод Антипа и Филипп, основали Тивериаду (ныне Тверия), названную в честь Тиберия, и Юлиас (в русской традиции Вифсаида Юлия, по-арамейски Бет-Цайда).
После разрушения Иерусалима в 70 году н. э. и подавления восстания Бар-Кохбы Галилея становится центром еврейства. В результате Тверия превратилась в единственный город Римской империи, большинство населения которого составляли евреи. В Тивериаде были построены 13 синагог. Тивериадский синедрион становится для евреев высшей инстанцией в религиозных делах; высшая еврейская академия, перенесённая сюда из Иерусалима, делается центром еврейской учёности. В эту эпоху в Тверии была записана часть Иерусалимского Талмуда. А в самой Тверии и в округе жили еврейские мудрецы того времени — таннаи и амораи.
В византийский период вдоль берегов озера было построено множество церквей.
Крестоносцы, построившие мощные укрепления на западном берегу Тивериадского озера, боролись за приобретение контроля над его восточным берегом и воздвигли там крепость Курси. В 1187 рядом с озером произошла битва крестоносцев с войсками египетского султана Салаха ад-Дина (битва при Хаттине), завершившаяся поражением крестоносцев.

### Современность
В начале XX века в районе Кинерета группой халуцианской молодёжи были основаны первые в Палестине кибуцы — Дгания (1909) (ивр. דגניה‎ — василёк) и названный в честь озера Квуцат-Кинерет(1913). За время британского мандата была создана цепь еврейских поселений на западном и южном берегах озера. На восточном берегу был основан кибуц Эйн-Гев, попавший в блокаду во время Арабо-израильской войны (1947—1949). Согласно плану ООН, всё побережье озера планировалось передать будущему еврейскому государству.
В Шестидневной войне Израиль захватил Голанские высоты у Сирии, сделав таким образом озеро своим внутренним водоёмом. Это, однако, не было признано большинством государств — членов ООН. В 1981 году Израиль принял Закон о Голанских высотах, согласно которому вся занятая в ходе войны территория объявлялась территорией Израиля. В 2019 году США признали Голанские высоты частью Израиля.
В марте 2000 года израильско-сирийские переговоры при посредничестве Билла Клинтона не привели к разрешению конфликтов между странами именно из-за несовместимости позиций сторон по вопросу территориальной принадлежности побережья озера.

## Хозяйственное значение
В настоящее время озеро имеет большое народнохозяйственное значение. Кинерет является главным пресным водоёмом Израиля. В 2019 году из Кинерета получено 560 млн м³ воды, что составило около 25 % всего потребления в Израиле. В 1994 году был подписан мирный договор с Иорданией, по которому Израиль обязуется поставлять той 50 миллионов кубических метров воды в год. Бо́льшая часть этого количества забиралась прямо из озера.
Для поддержания уровня воды в озере было решено направить в него опресненную морскую воду. В конце 2022 года было завершено строительство трубопровода от пяти опреснительных станций на юге Израиля. Инфраструктурный проект обошелся в 250 млн долларов.
Поскольку озеро служит не только источником пресной воды, но и местом туризма, а также является районом сельскохозяйственного производства и интенсивного строительства, озеро и его побережье подпадают под юрисдикцию большого числа министерств и органов местной власти, что затрудняет защиту его вод.
Озеро славится своей рыбой, отлов которой был поставлен на промышленную основу. В озере в начале 2000х годов вылавливали около 2000 тонн рыбы, большая часть из которой — знаменитая рыба святого Петра, она же тиляпия.

## Туризм
На западном побережье озера расположен город Тверия, один из четырёх святых для евреев городов (наряду с Иерусалимом, Хевроном и Цфатом).
Вдоль всего побережья озера находятся «дикие» и платные (их большинство) пляжи, всевозможные места отдыха. На берегах озера бьют горячие источники, богатые солями и серой. Многие из них используются для лечебных целей.
Побережье озера связано с многими эпизодами из жизни Иисуса Христа и поэтому популярно среди христианских паломников. На северном берегу Тивериадского озера находится Капернаум (Кфар-Нахум), в котором, как считается, жил и проповедовал Иисус Христос, а сейчас ведутся раскопки и высятся францисканская церковь и монастырь на горе Нагорной проповеди (Блаженства). В месте выхода реки Иордан из Тивериадского озера находится Ярденит — по христианской традиции, именно в этом месте был крещён Иисус. Историческая область Гиносар славилась плодами, отличавшимися своими размерами и особой сладостью. На восточном берегу находятся развалины монастыря Курси, места евангельского чуда изгнания бесов в стадо свиней.
В полутора километрах к югу от Тивериадского озера, на берегу реки Иордан, расположен первый еврейский кибуц в Палестине — Дгания. Сейчас это процветающее хозяйство. У ворот кибуца стоит маленький сирийский танк, подбитый во время Войны за независимость.
В 13 километрах от Дгании на берегу озера находится кибуц Эйн-Гев. До Шестидневной войны рядом с ним проходила граница с Сирией. Этот кибуц славится не только интенсивным и продуктивным сельским хозяйством, но и музыкальными фестивалями, проводимыми там каждый год во время пасхальной недели. В них участвуют лучшие израильские музыканты и артисты из-за рубежа. Концерты проходят в специально выстроенном амфитеатре под открытым небом.
Кроме того, недалеко от Тивериадского озера расположено множество археологических достопримечательностей: древний римский город Бейт-Шеан, древности Тверии, Гамла на Голанских высотах, места, где, по Новому Завету, Иисус творил свои чудеса, где расположены могилы праотцов и великих раввинов. В 2013 году на дне озера недалеко от телля Бет-Йерах археологи также обнаружили ряд монументов, которые, как предполагают, представляли собой церемониальные сооружения для похорон.
В месте впадения Иордана в Тивериадское озеро располагается парк развлечений «Парк а-Ярден» (ивр. פרק הירדן‎ — «Парк Иордана», «Иорданский парк»), подаренный правительством Франции Израилю.
В 2000 году озеро и исторические достопримечательности вокруг него были внесен в предварительный список объектов всемирного наследия ЮНЕСКО.

## Галерея

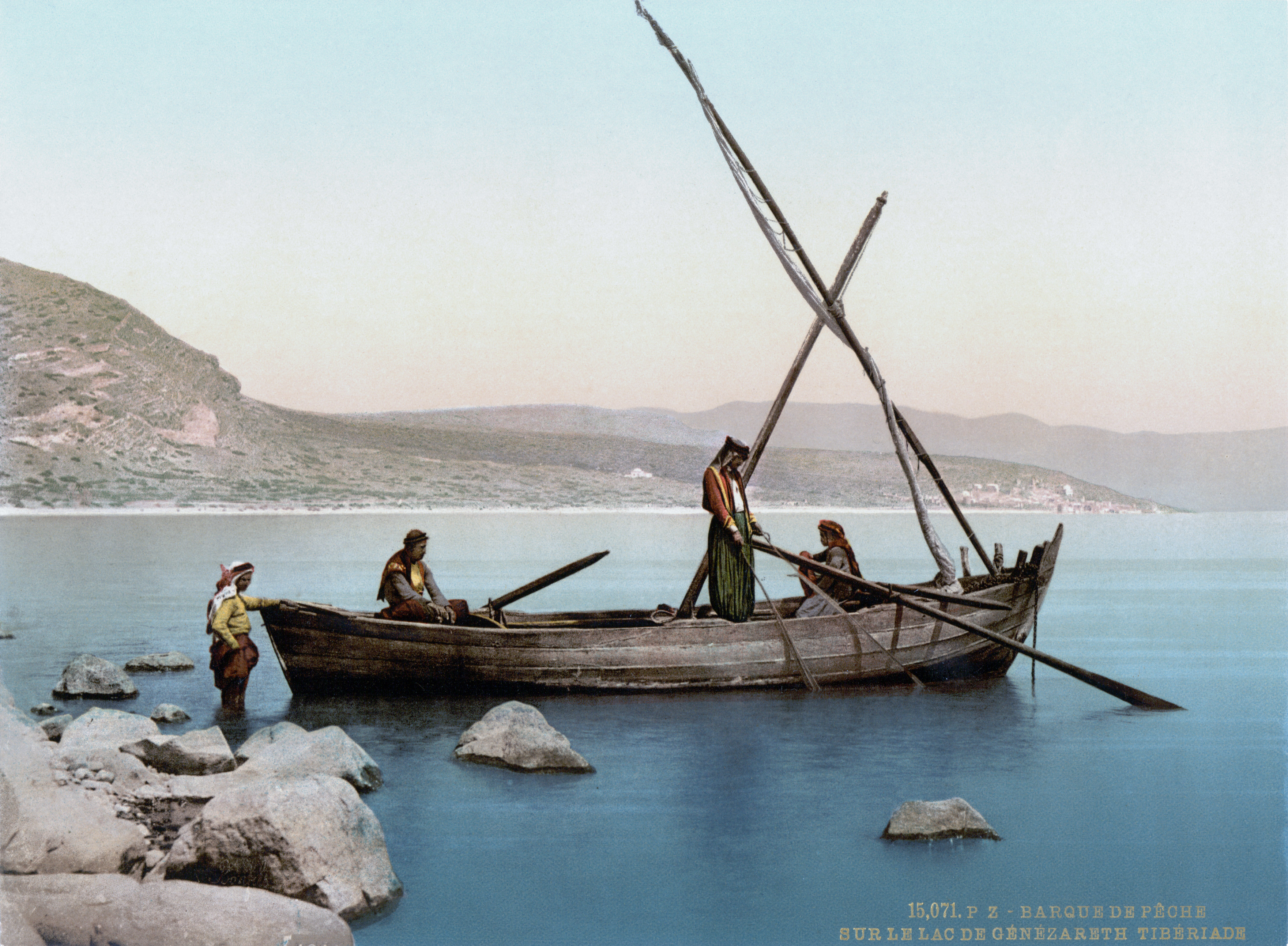
Рыбаки на Галилейском море (цветная фотолитография, ок. 1900 года)
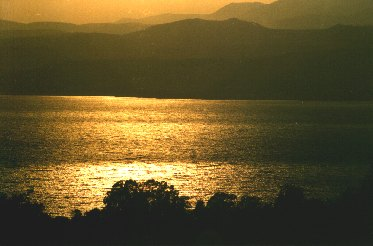
Ночной вид на озеро Кинерет (2005)
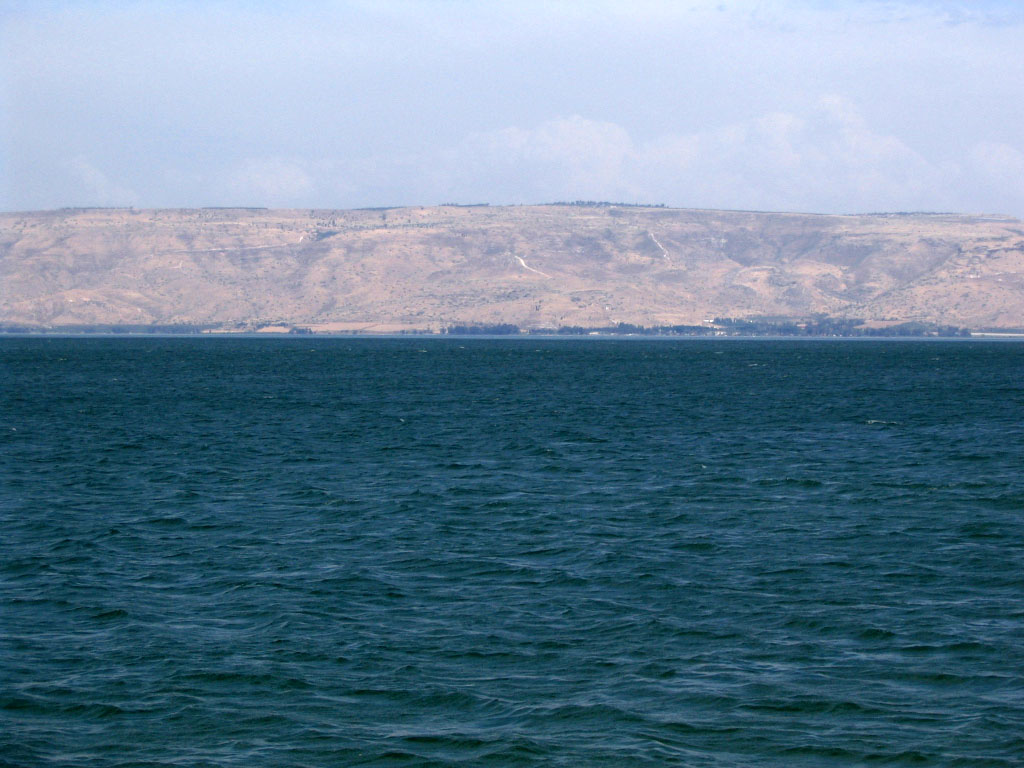
Оз. Кинерет (2005)
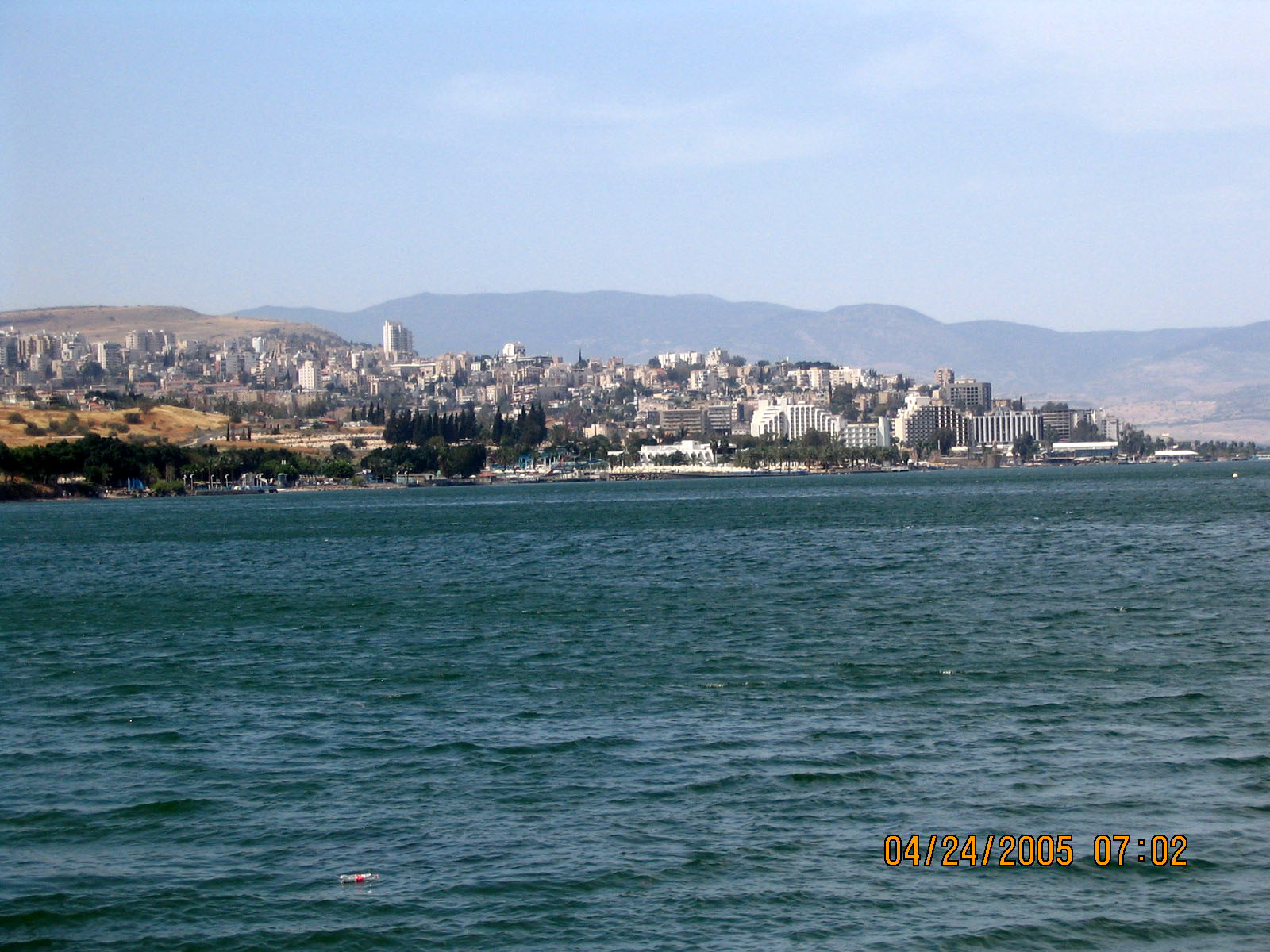
Оз. Кинерет и Тверия (2005)
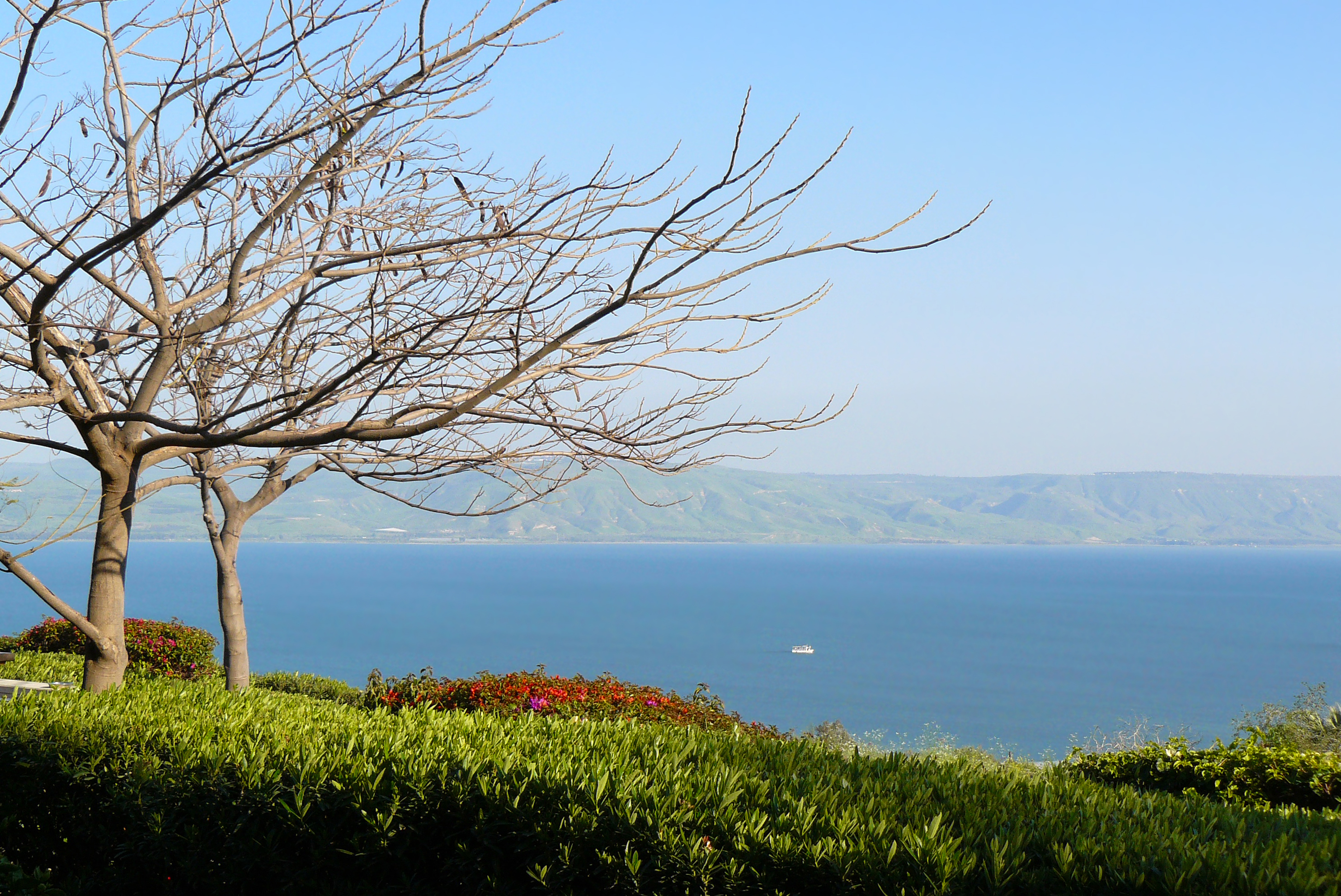
Вид на озеро Кинерет (2009)
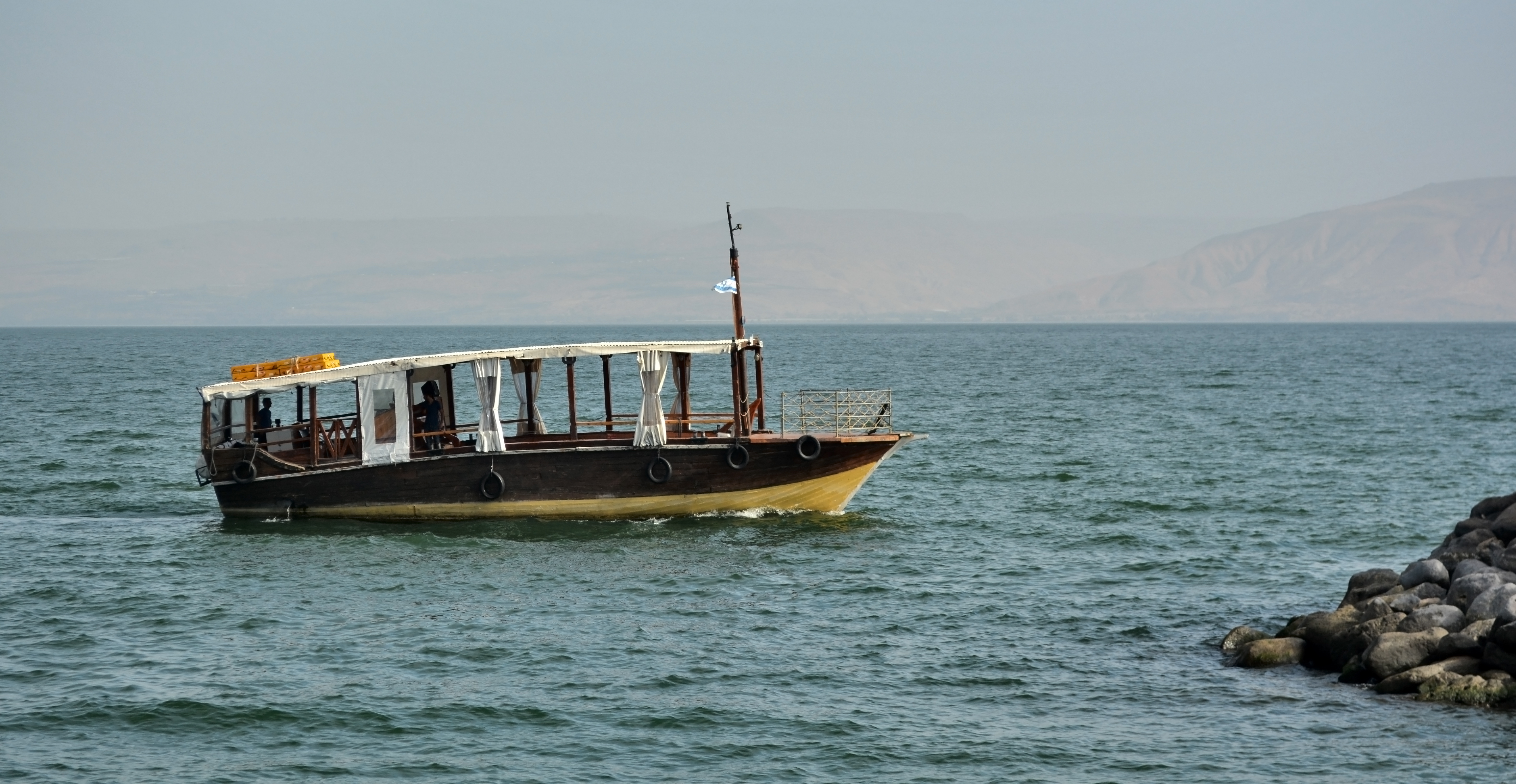
Деревянный баркас в Галилейском море (2013)
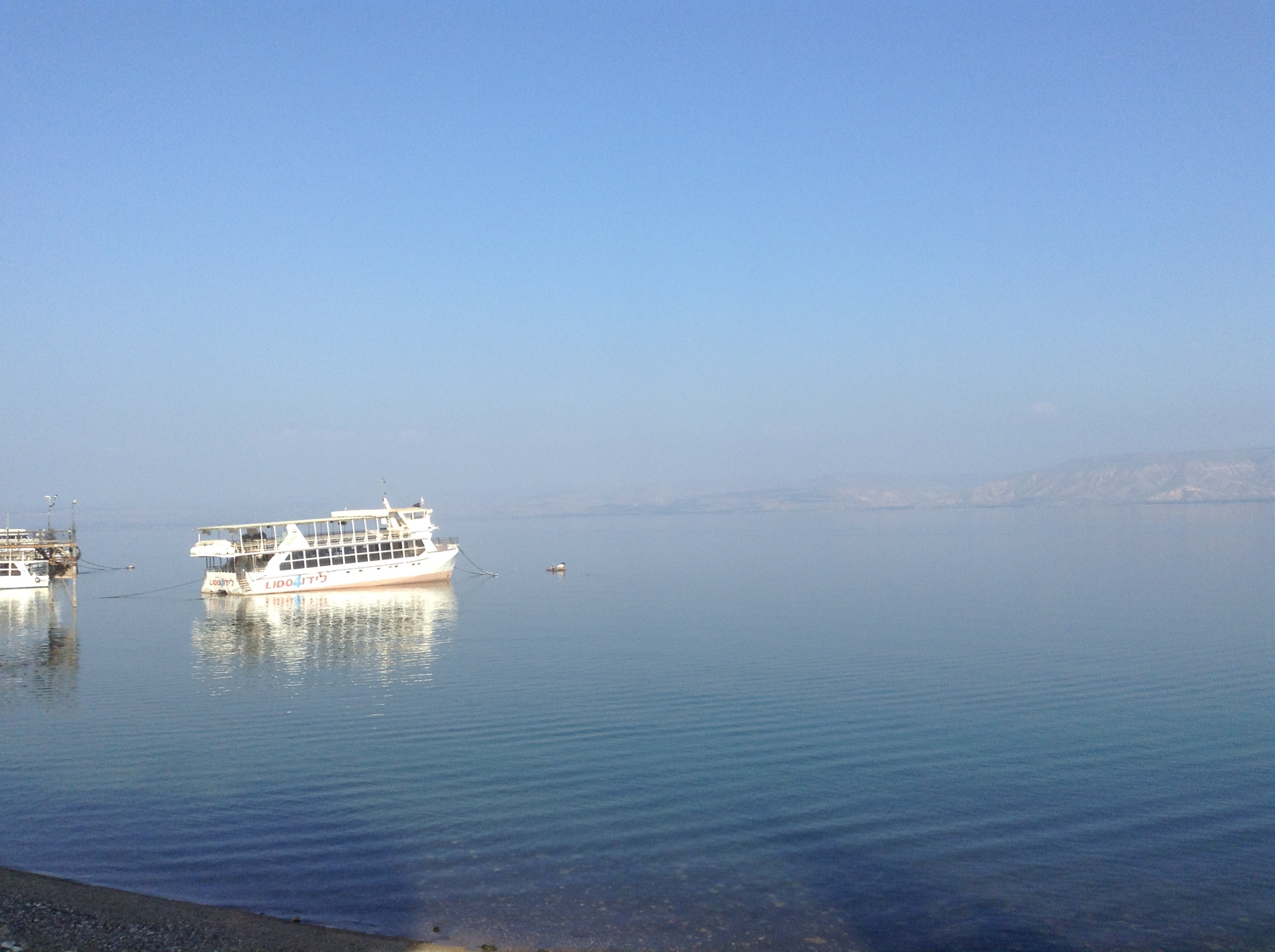
Озеро Кинерет (2014)
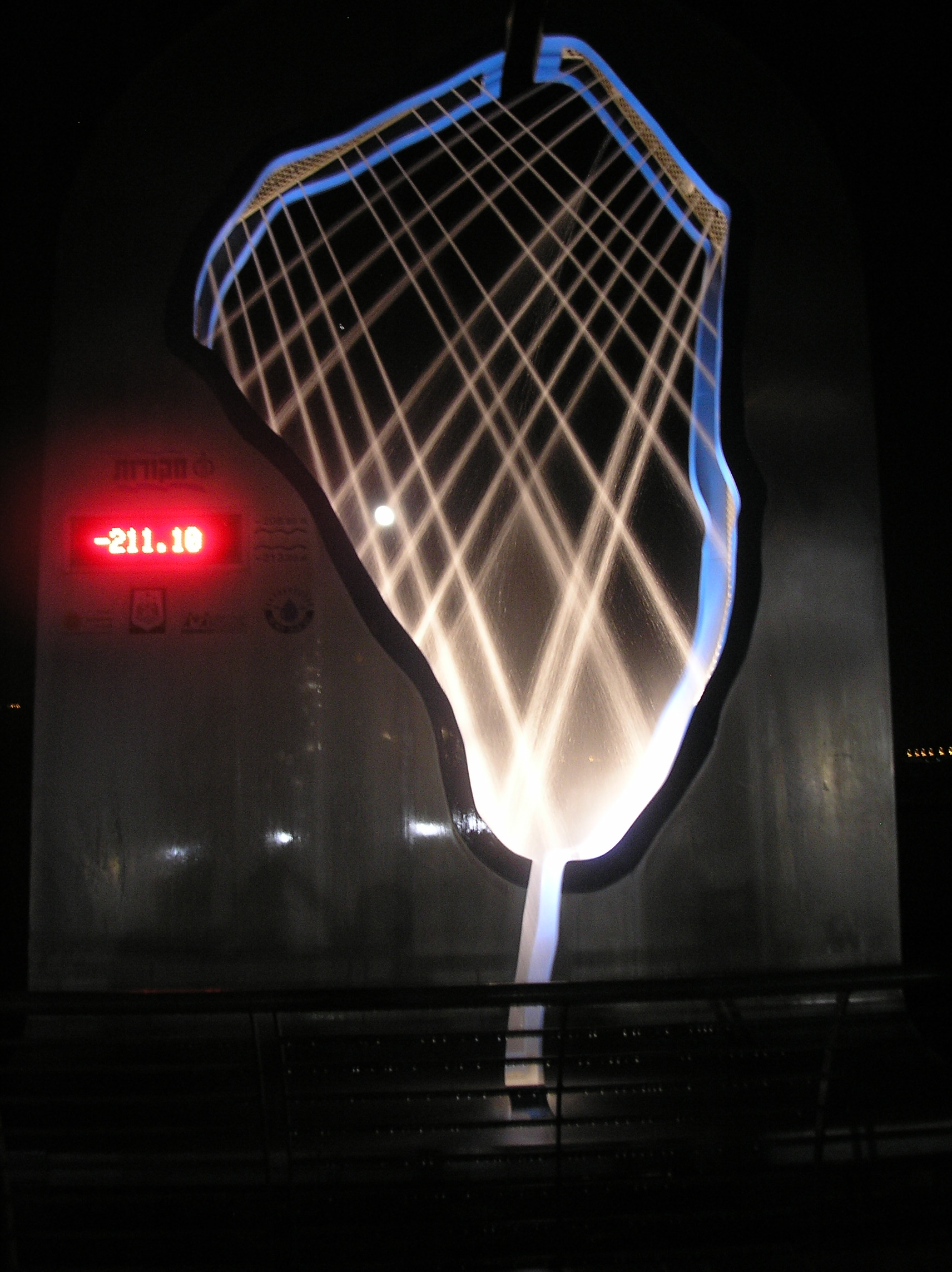
Фонтан-водомер на набережной в Тверии, табло показывает уровень воды
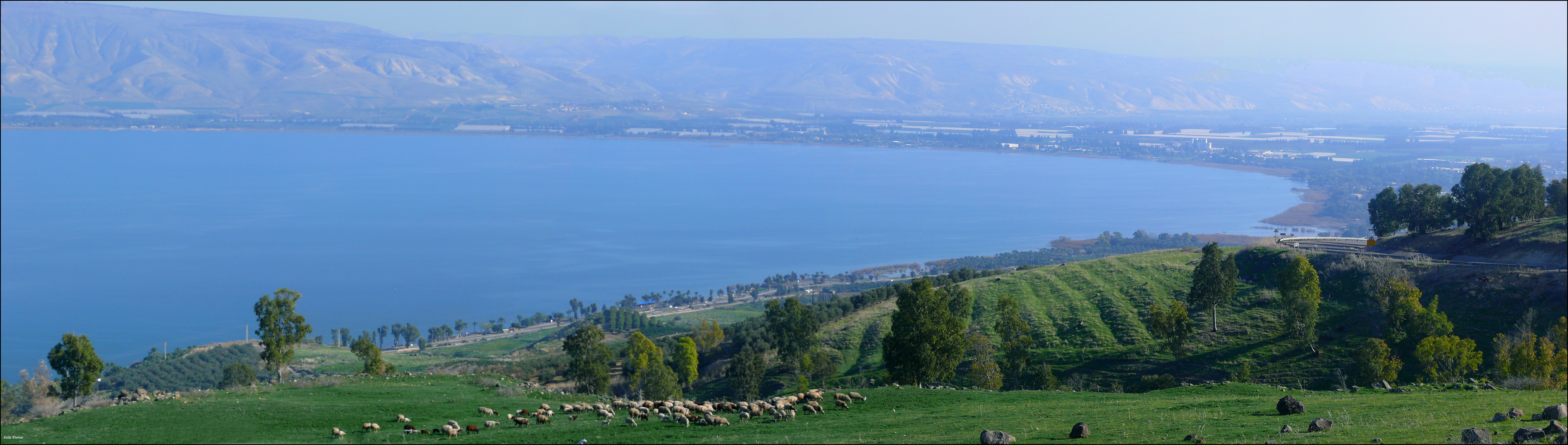
Панорама южной оконечности озера (2014)

## Факты и легенды
- Живущую в Тивериадском озере галилейскую тиляпию часто называют «рыбой святого Петра»[45] и предлагают в ресторанах туристам как ту рыбу, которую, согласно Евангелию от Матфея, апостол Пётр по слову Христа поймал на удочку со статиром во рту. Однако Евангелие не говорит, какую рыбу поймал Пётр на удочку, в каком водоёме и поймал ли вообще — приводится лишь повеление поймать рыбу (Мф. 17:27). Отождествление тиляпии с пойманной на удочку «рыбой святого Петра», по мнению некоторых рыболовов, спорно, и этой рыбой скорее мог бы быть усач из рода Barbus или Capoeta[53][54]. Однако Симон-Петр до апостольства был рыбаком, вполне можно предположить, что тиляпия была значительной частью его уловов; и «рыбой святого Петра» можно называть и рыбу, которую он ловил сетью (Лк. 5:1—9, Ин. 21:1—11), а не именно ту, которая упоминается в Мф. 17:27.
- В озере погиб в ходе водолазных работ советский перебежчик Станислав Курилов.